# Gerichtsamt Oelsnitz
Das Gerichtsamt Oelsnitz war in den Jahren zwischen 1856 und 1874 die unterste Verwaltungseinheit und von 1856 bis 1879 nach der Abschaffung der Patrimonialgesetzgebung im Königreich Sachsen Eingangsgericht. Es hatte seinen Amtssitz in der Stadt Oelsnitz/Vogtl.

## Geschichte
Im Jahre 1856 wurde nach dem Tod des Königs Friedrich August II. von Sachsen unter Regierung von dessen Nachfolger König Johann nach dem Vorbild anderer Staaten des Deutschen Bundes die Abschaffung der Patrimonialgesetzgebung verordnet. An die Stelle der bisher im Königreich Sachsen in Stadt und Land vorhandenen Gerichte der untersten Instanz traten die zentral gelegenen Bezirksgerichte und Gerichtsämter in nahezu allen größeren Städten. Die Details der Verwaltungsreform regelte das sächsische Gerichtsverfassungsgesetz vom 11. August 1855 und die Verordnung über die Bildung der Gerichtsbezirke vom 2. September 1856.
Stichtag für das Inkrafttreten der neuen Behördenstruktur im Königreich Sachsen war der 1. Oktober 1856. Aufgelöst wurde das Königliche Gericht Falkenstein, das erst 1855 errichtet wurde. Das neu gebildete Gerichtsamt Oelsnitz unterstand dem Bezirksgericht Plauen. Der Gerichtsbezirk bestand aus der Stadt Oelsnitz und Altmannsgrün bei Theuma, Blosenberg, Bobenneukirchen mit Weißenstein, Birkigt, Bösenbrunn, Burkhardtsgrün, Culm bei Bösenbrunn, Dechengrün, Dobeneck mit Eulenstein, Dröda, Droßdorf, Ebersbach, Ebersberg mit Hitze, Ebmath mit Hetzschenhaus, Eichigt (Ober-), Engelhardtsgrün, Gassenreuth, Görnitz, Göswein mit Siebenbitz und Rosenthal, Grüntanne bei Bösenbrunn, Hartmannsgrün, Haselrein (Haselbrunn), Hasenreuth, Heinersgrün mit Wolfsstaude, Marxgrün und Desse, Höllensteg, Hundsgrün, Klingerstein bei Bösenbrunn, Lauterbach mit Obertriebelbach, hohe Kreuz, Schafhäuser und Süßebach, Lottengrün, Loddenreuth, Magwitz, Oberhermsgrün, Obermarxgrün, Obertriebel mit Hölltruken, Wasserloh und Neubrambach, Oberwürschnitz, Ottengrün, Pabstleithen, Planschwitz mit Hammergrün und Stein, Posseck mit Grünpöhl, Raasdorf, Rammoldsreuth mit Kurleithen, Raschau, Sachsgrün, Schloditz mit Oberschloditz, Schönbrunn, Taltitz, Tiefenbrunn mit Gräben im Thal, Tirpersdorf mit Bettelmühle, Tirschendorf mit Kleingörnitz, Troschenreuth mit Klippe, Untereichigt, Unterhermsgrün, Untermarxgrün, Untertriebel mit Hutherleithen, Untertriebelbach bei Bösenbrunn, Unterwürschnitz, Voigtsberg mit Steinmühlenhäusern, Wieden (Ober-, Unter-) mit Birkigt und Kugelreuth, Wiedersberg mit Haag- und Keilmühle, dem Kümmelhause und Chausseehause an der Ulitz, Willitzgrün, Zaulsdorf, Zeddelsgrün und das Voigtsberger Forstrevier.
Nach der Neustrukturierung der Gerichtsorganisation gemäß dem Gesetz über die Organisation der Behörden für die innere Verwaltung vom 21. April 1873 gingen die Verwaltungsbefugnisse der Gerichtsämter 1874 auf die umgestalteten bzw. neu gebildeten Amtshauptmannschaften über.
Das Gerichtsamt Oelsnitz wurde im Zuge der Neustrukturierung der sächsischen Gerichtsorganisation gemäß dem Gesetz über die Organisation der Behörden für die innere Verwaltung vom 21. April 1873 in die im Jahre 1874 neugeschaffene Amtshauptmannschaft Oelsnitz mit Sitz in der Stadt Oelsnitz integriert.
1874 wurde das Gerichtsamt Schöneck aufgelöst und das Gerichtsamt Oelsnitz übernahm dessen Sprengel.
Das Gerichtsamt Oelsnitz wurde 1879 auf Grund des Gesetzes über die Bestimmungen zur Ausführung des Gerichtsverfassungsgesetzes im Deutschen Reich vom 27. Januar 1877 und des Gesetzes über die Zuständigkeit der Gerichte in Sachen der nichtstreitigen Gerichtsbarkeit vom 1. März 1879 durch das neu gegründete Amtsgericht Oelsnitz abgelöst.

## Gerichtsgebäude
In der zweiten Hälfte des 19. Jahrhunderts wurde das Gerichtsgebäude (Karl-Marx-Platz 8) errichtet. Der dreigeschossige Putzbau in schlichten, spätklassizistischen Baustrukturen und Formen steht wegen städtebauliche Bedeutung (östlicher Abschluss des Platzes) und als ehemaliges Gerichtsgebäude wegen seines regionalhistorischen und zeitgeschichtlichen Wertes unter Denkmalschutz. 